# Lophorrhachia plagiata
Lophorrhachia plagiata là một loài bướm đêm trong họ Geometridae.